# Carib Hurricane FC
El Carib Hurricaine FC es un equipo de fútbol de Granada que milita en la Liga de fútbol de Granada, la liga de fútbol más importante del país.

## Historia
Fue fundado en el año 1983 en la ciudad de Victoria, Grenada como uno de los equipos fundadores de la Liga de fútbol de Granada en ese año.
Es uno de los equipos de fútbol más ganadores de Granada al contabilizar tres títulos de liga, el primero obtenido en la temporada 2003, y es uno de los equipos del país que nunca han descendido de categoría.

## Palmarés
- Liga de fútbol de Granada: 6

2003, 2006, 2008, 2015, 2018, 2022
- Copa de Granada: 3

2011, 2014, 2017

## Jugadores destacados
| - Leon St. John - Kareem Joseph - Moron Phillip - Kyle Joseph - Kwan Bird | - Richardson Espinosa - Cassim Langainge - Shannon Phillip - Michael Richardson |